# Rogge
Rogge ist ein deutscher Familienname.

## Namensträger
- Adolf Rogge (1827–1886), deutscher Theologe und Lokalhistoriker
- Alma Rogge (1894–1969), deutsche Schriftstellerin
- Bente Rogge (* 1997), niederländische Wasserballspielerin
- Bernhard Rogge (Theologe) (1831–1919), deutscher Theologe und Hofprediger
- Bernhard Rogge (Marineoffizier) (1899–1982), deutscher Vizeadmiral der Kriegsmarine und Konteradmiral der Bundesmarine
- Bruno Rogge (1834–1899), deutscher Generalmajor
- Christian Rogge (1864–1912), deutscher evangelischer Theologe und Generalsuperintendent
- Christian Rogge (Schulleiter) (1848–1933), deutscher Pädagoge und Philologe
- Cindy Rogge (1993–2017), deutsche Boxerin
- Cornelius Rogge (Geistlicher) (1761–1806), niederländischer Prädikant und Patriot
- Cornelius Rogge (Maler) (1874–1936), deutscher Maler
- Cornelius Rogge (Bildhauer) (1932–2023), niederländischer Künstler
- Dieter Rogge (1946–2022), deutscher Maler, Zeichner, Grafiker sowie Lyriker
- Ellen Meyer-Rogge (* 1966), deutsche Autorin und Ärztin
- Emy Rogge (1866–1959), deutsche Malerin und Radiererin
- Felix Rogge (* 1989), deutscher Goalballer
- Friedrich Rogge (1867–1932), deutscher Landrat und Verbandsvorsteher
- Friedrich Wilhelm Rogge (1808–1889), deutscher Dichter
- Georg Rogge (1929–2023), Stadtdirektor von Hürth
- Gustav W. Rogge (1903–1987), deutscher Bauingenieur und Bauunternehmer
- Henrich Levin Rogge (1818–1858), Bremer Bürgerschaftsabgeordneter
- Heinrich Rogge (Rechtswissenschaftler) (1886–1966), deutscher Rechtswissenschaftler
- Heinrich Rogge (Schriftsteller) (1887–1982), deutscher Schriftsteller
- Heinz Rogge (* 1927), deutscher Fußballspieler
- Helmuth Rogge (Archivar) (1891–1976), deutscher Archivar und Schriftsteller
- Helmut Rogge (Bildhauer) (* 1924), deutscher Bildhauer
- Herbert Rogge (* 1947), deutscher Handballspieler
- Jacques Rogge (1942–2021), belgischer orthopädischer Chirurg, IOC-Präsident
- Jan Meyer-Rogge (* 1935), deutscher Bildhauer
- Jan-Uwe Rogge (* 1947), deutscher Familien- und Kommunikationsberater, mehrfacher Buchautor
- Joachim Rogge (1929–2000), deutscher evangelischer Theologe
- Johannes Friedrich Rogge (1898–1983), deutscher Bildhauer
- Jörg Rogge (* 1962), deutscher Historiker
- Jürgen Rogge (1940–2021), deutscher Psychiater, Gutachter und Schriftstellerarzt
- Klaus Rogge (* 1979), deutscher Ruderer
- Lieke Rogge (* 2000), niederländische Wasserballspielerin
- Lola Rogge (1908–1990), deutsche Tänzerin, Choreografin und Tanzpädagogin
- Lothar Rogge (1942–2017), deutscher Mathematiker
- Maik Rogge (* 1985), deutscher Theater- und Filmschauspieler
- Marie Rogge (Marie Koch; 1818–1908), deutsche Frauenrechtlerin in Bremen
- Maximilian Rogge (1866–1940), Leiter des Reichsmarineamtes
- O. John Rogge (Oetje John Rogge; 1903–1981), US-amerikanischer Rechtsanwalt und Friedensaktivist
- Philippe Rogge (* 1969), belgischer Manager, Profisegler
- Rabea Rogge (* 1995 oder 1996), deutsche Raumfahrerin
- Ralf Rogge (1911–nach 1944), deutscher SS-Arzt
- René Rogge (* 1985), deutscher Künstler
- Rüdiger Rogge (* 1936), deutscher Richter am Bundesgerichtshof
- Rudolf Klein-Rogge (1885–1955), deutscher Schauspieler
- Sophie Rogge-Börner (1878–1955), deutsche Schriftstellerin
- Theodor Rogge (1854–nach 1924), deutscher Architekt und Maler
- Thomas Rogge (1932–2021), deutscher Bauingenieur und Unternehmer
- Walter Rogge (1822–1892), deutscher Journalist
- Wilhelm Rogge (Generalsuperintendent) (1839–1894), deutscher evangelischer Theologe und Generalsuperintendent
- Wilhelm Rogge (Generalleutnant) (1856–1925), preußischer Generalleutnant